# عبد الكريم ريحاوي
عبد الكريم الريحاوي 
من مواليد دمشق 1967 ،رئيس الرابطة السورية لحقوق الإنسان،
يعتبر واحدا من أهم المدافعين عن حقوق الإنسان في سوريا .

## نشاطه
بدأ نشاطه في الدفاع عن حقوق الإنسان في سوريا عام 1997 بشكل سري مع مجموعة صغيرة من الناشطين .
شارك مع مجموعة من الناشطين بإعادة هيكلة لجان الدفاع عن الحريات الديمقراطية وحقوق الإنسان في سوريا في عام 2000 .

## أعماله
- في عام 2004 أسس الرابطة السورية للدفاع عن حقوق الإنسان والتي تعتبر واحدة من المنظمات التي تتمتع بمصداقية عالية نظرا لما يتمتع به أفرادها من مهنية عالية وانتخب رئيسا لها .
- في عام 2007 انتخب مديرا إقليميا لفرع سوريا للمنظمة العربية للاصلاح الجنائي وهي منظمة إقليمية تعنى بأوضاع السجون والسجناء في العالم العربي وتتمتع بالصفة الاستشارية في الأمم المتحدة .
- في بداية عام 2012 انتخب بالاجماع مديرا لمركز لاهاي لملاحقة المجرمين ضد الإنسانية في سورية.

## أعتقاله
تعرض منذ عام 2000 لحملات متعددة من المضايقات الأمنية من قبل المخابرات السورية وتم توقيفه أكثر من مرة وتم منعه حقه في التنقل والسفر منذ عام 2004 بموجب يلاغات أمنية صادرة عن ثلاثة جهات أمنية مختلفه .
كان واحدا من أشجع الناشطين الذين واكبوا تطورات الثورة السورية منذ لحظاتها الأولى من خلال فضح ممارسات النظام ضد المتظاهرين خلال الأشهر الأولى للثورة ونقل للعالم حقيقة مايجري في المعتقلات والسجون السورية .
تعرض للاعتقال التعسفي من قبل المخابرات السورية في شهر آب أغسطس 2011 نتيجة لنشاطه في مجال حقوق الإنسان وتعرض لتعذيب وحشي على يد المحققين في المخابرات الجوية .
ساهمت حملة دولية كبيرة وجهود مميزة من وزير الخارجية الفرنسي و وزير الخارجية الإيطالي ومنظمات دولية بالضغط على النظام السوري للإفراج عنه بعد أن قضى مايقارب الأسبوعين تحت التعذيب .
بعد الإفراج عنه تابع نشاطه بطريقة أكثر إصرارا على فضح الانتهاكات الجسيمة لحقوق الإنسان في سوريا وتعرض لحملات ترهيب وانتقام من قبل شبيحة تابعين لالنظام السوري طالت كافة أفراد عائلته الأمر الذي دفعه لمغادرة البلاد مع نهاية عام 2011 .

## مساهماته
ساهم في العديد من المؤتمرات والندوات الخاصة بحقوق الإنسان في سوريا وقام بتدريب المئات من الناشطين الذين أصبحوا فيما بعد يعملون في مجال الرصد والتوثيق داخل وخارج سوريا .
قام بتدريب حوالي أربعين قائدا ميدانيا من قادة الجيش الحر في بدايه عام 2013 على مبادئ القانون الدولي الإنساني و قانون الحرب بالتعاون مع وزارة الخارجية البريطانية .
لايزال يقود فريقا من حوالي الأربعين ناشطا وناشطة من الناشطين الميدانين داخل سوريا يتابعون عن كثب الانتهاكات التي تطال المجتمع السوري ويقدمون الدعم القانوني اللازم للمعتقلين السلميين الذين يحاكمون أمام المحاكم السورية .

## روابط خارجية
موقع الرابطة السورية لحقوق الإنسان